# Kondratowe Baszty

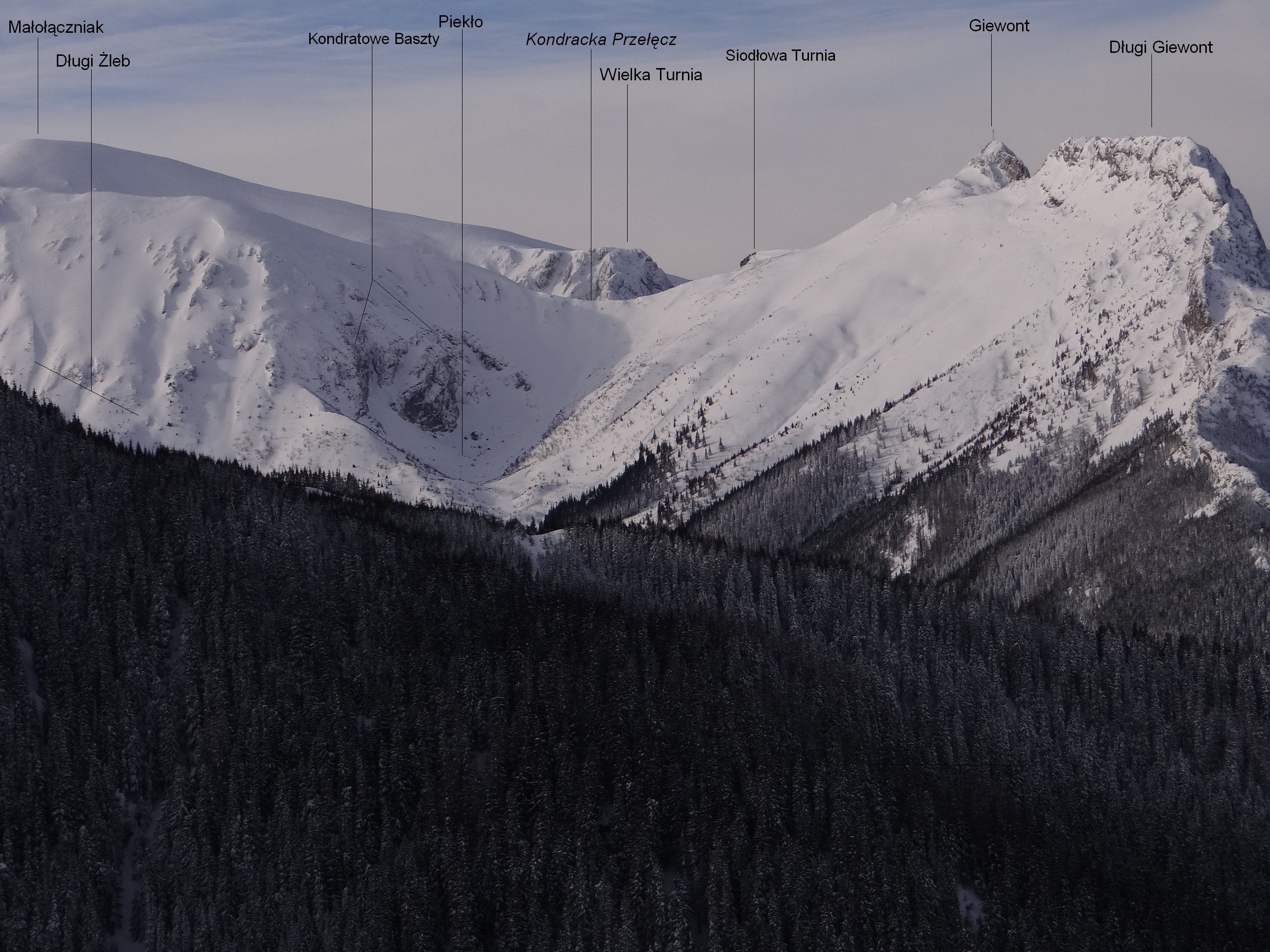
Widok z okolic Diabełka

Kondratowe Baszty – skały po południowej stronie Piekła w Dolinie Kondratowej w polskich Tatrach Zachodnich. Znajdują się w północno-wschodniej grzędzie Kopy Kondrackiej. Od dołu wyglądają jak turnie, nie są jednak nimi, gdyż od grzędy nie oddziela ich żadna przełęcz. Bardziej przypominają baszty. Wyższa jest lewa (patrząc z dołu). Od góry, z trawiastej grzędy Kopy Kondrackiej można wejść na nie bez żadnego problemu, do Piekła natomiast opadają pionowymi, a częściowo przewieszonymi ścianami o wysokości około 100 m. Pomiędzy ich ściany wcięta jest podsypana piargami zatoka. Znajduje się w niej pionowy komin podchodzący pod wierzchołek lewej baszty.
W ścianach Kondratowych Baszt taternicy nie poprowadzili dróg wspinaczkowych. Z Piekła można dość łatwo wyjść na wierzchołek lewej baszty stromym zachodem zaczynającym się w zatoce między basztami.